# جو كولمان
جو كولمان (بالإنجليزية: Joe Coleman)‏ هو مصمم رقص ورسام أمريكي، ولد في 22 نوفمبر 1955 في نوروولك في الولايات المتحدة.

## وصلات خارجية
- الموقع الرسمي